# دعونا لا نذهب مثل الحملان إلى الذبح
«دعونا لا نذهب مثل الحملان إلى الذبح!» (بالعبرية: !אל נלך כצאן לטבח) هو عنوان بيان ثوري كتبه الشاعر الإسرائيلي أبا كوفنر في عام 1942، لإقناع اليهود في غيتو فيلنيوس في ليتوانيا، بحمل السلاح ومقاومة الغزاة الألمان النازيين. 

## الخلفية
في 22 يونيو 1941، قامت ألمانيا النازية بغزو الاتحاد السوفيتي، والذي شمل ليتوانيا، موطن كوفنر. وعندما سيطر الألمان على الأرض، بدأوا في وضع سياسات معادية لليهود كجزء من خطة الهولوكوست الأكبر. وعلم كوفنر بالخطة الألمانية لقتل اليهود ودعا اليهود إلى مقاومتها والتصدي لها. فكتب المنشور/ البيان ووزعه في الغيتو، وأعلم اليهود بمختلف الفظائع التي ارتكبها الألمان، ودعاهم لحمل السلاح دفاعا عن النفس.